# Detención de Milagro Sala

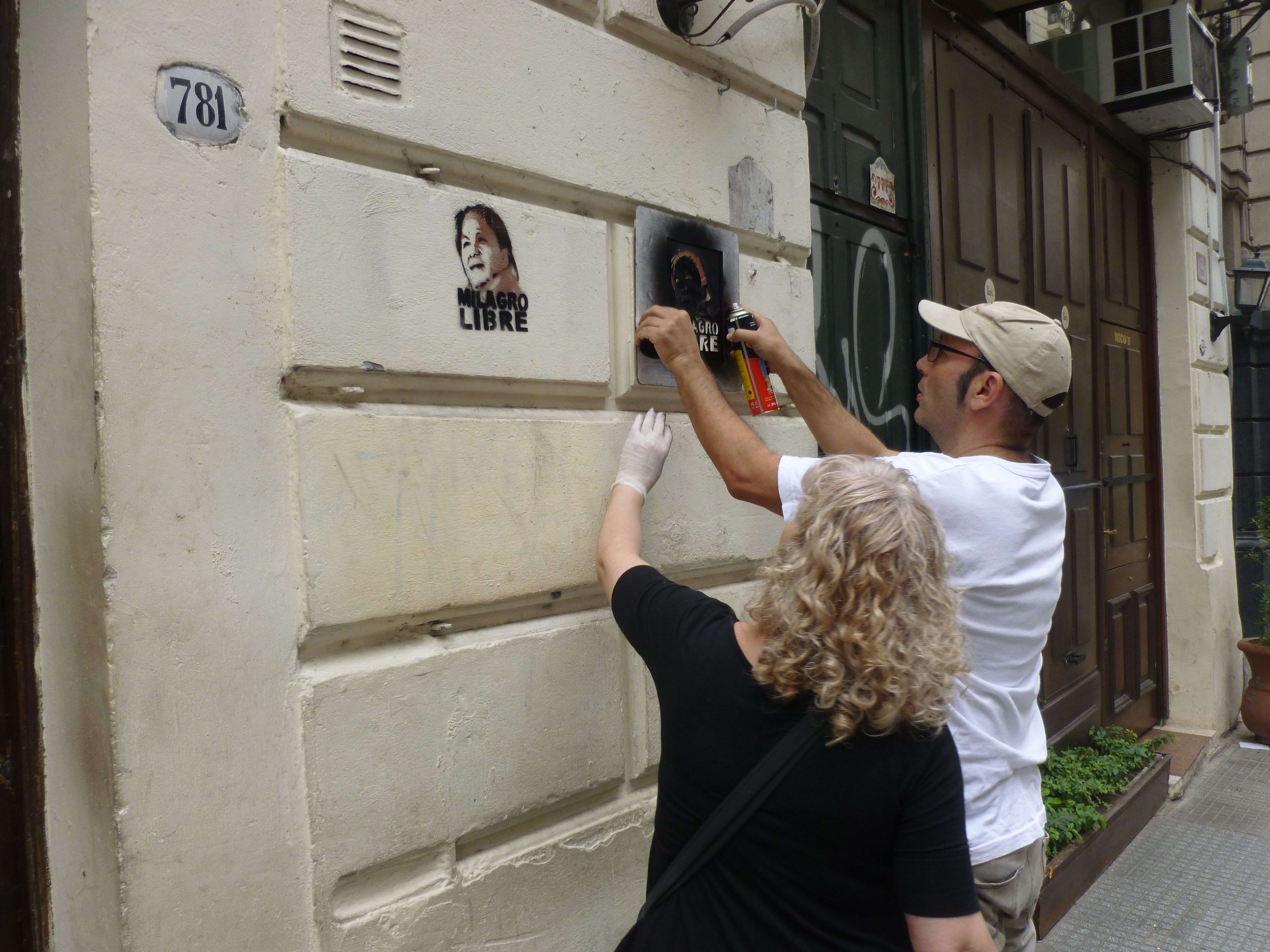
«Milagro libre». Pintada de militantes pidiendo la libertad de Milagro Sala en la Marcha Anual por los Derechos Humanos, en Buenos Aires, el 24 de marzo de 2016.

La detención de Milagro Sala tiene lugar desde el 16 de enero de 2016, día en que fue arrestada, en Jujuy, Argentina. Sala es una dirigente política, social e indígena, y parlamentaria del Mercosur. Numerosas personalidades y organizaciones, tanto en el orden nacional como internacional, consideran que su detención se debe a cuestiones políticas.
En octubre de 2016, el Grupo de Trabajo sobre Detención Arbitraria del Consejo de Derechos Humanos de las Naciones Unidas realizó una opinión donde realizó un «llamamiento urgente» al Gobierno de Mauricio Macri para que la libere.
En diciembre de 2016 fue condenada a tres años de prisión en suspenso, por considerársela «instigadora» de daños agravados en ocasión del escrache contra el gobernador Gerardo Morales.
En junio de 2017 la Cámara Federal de Casación Penal confirmó la condena. La Sala IV ratificó la sentencia de tres años de prisión de ejecución en suspenso por el delito de daño agravado y revocó el sobreseimiento por el delito de amenaza.
En julio de 2017, la Comisión Interamericana de Derechos Humanos (CIDH) otorgó una medida cautelar sobre este caso y solicitó al Gobierno de Mauricio Macri cumplir la opinión del Grupo de Trabajo sobre Detención Arbitraria, que «adopte las medidas necesarias para garantizar la vida e integridad personal» de Milagro Sala y que se «adopten medidas alternativas a la detención preventiva». El fallo de la CIDH le otorgó al Estado Argentino quince días para realizar la resolución. 
Luego de 30 días, la justicia de la provincia de Jujuy le otorgó el beneficio de la prisión domiciliaria, estableciendo para su cumplimiento un inmueble que no se encontraba en condiciones de ser habitado, (sin agua corriente, luz, sanitarios, ni cerramientos) pero que fue reacondicionado por un grupo de voluntarios.
El 5 de diciembre de 2017, la Corte Suprema de Justicia de la Nación Argentina reafirmó el fallo del Supremo Tribunal de Justicia de Jujuy, convalidando la prisión preventiva de Milagro Sala por existir riesgo de obstaculización del proceso en el que se le imputó la comisión de los delitos de asociación ilícita en carácter de jefa, fraude a la administración pública y extorsión.
En enero de 2019, la Corte Suprema de la Nación ratificó la condena y la dejó firme.
En enero de 2019 Sala fue condenada, en primera instancia, a 13 años de prisión, el Tribunal en lo Criminal N°3 de Jujuy, por fraude a la administración pública y extorsión en concurso real por el desvío de fondos de $60.000.000 del estado destinados a la construcción de viviendas sociales.
Milagro Sala permanece detenida desde hace 9 años y 181 días.

## Antecedentes
En diciembre de 2015, el entonces senador Gerardo Morales asumió como gobernador de la provincia de Jujuy. Una de las primeras medidas tomadas por Morales fue impulsar en la legislatura provincial la ampliación de cinco a nueve el número de integrantes de la Corte Suprema de Jujuy, que fue aprobada menos de cinco días después de la asunción de Morales, únicamente con los votos de los diputados oficialistas. Morales nombró para los nuevos puestos a los mismos legisladores de su mismo partido que habían votado a favor de la ampliación, además de ubicar a parientes de funcionarios en puestos clave del poder judicial. El Ministerio Público Fiscal también quedó a cargo de otro radical. Estas medidas han sido calificadas como maniobras de Morales para controlar la justicia provincial y tener una corte «adicta», o una «justicia a su medida».
Según una denuncia judicial, la designación de esos miembros del Supremo Tribunal le sirvió para intervenir en el Poder Judicial jujeño y encarcelar a la dirigente social y Parlamentaria del Mercosur, Milagro Sala.
También ha sido acusado de utilizar jueces afines para amedrentar políticos opositores y suspenderle la matrícula a abogados que denunciaron la ampliación del tribunal de justicia.
Luego de asumir, el gobernador Morales ordenó el «Programa de Regularización y Transparencia de Cooperativas y Beneficios Sociales», según la Red de Organizaciones Sociales (ROS), dentro de la que se encuentra la organización Túpac Amaru, la medida perjudiría a estas cooperativas, por lo que realizó un acampe en la plaza central de la capital jujeña en reclamo de la apertura de una mesa de diálogo entre el poder ejecutivo provincial y las organizaciones sociales.
El 15 de diciembre, el fiscal del Estado Mariano Miranda promovió ante el fiscal de turno Darío Osinaga una denuncia penal contra Milagro Sala, su esposo y Alberto Cardozo por la supuesta comisión del delito de instigación; el fiscal promovió una acción penal contra las personas que acampaban, por los delitos de impedimento y entorpecimiento del transporte, pero, entendiendo que no había delito en la actuación de Sala, Noro y Cardozo, no promovió acción penal contra ellos. Ante ello, el fiscal general Miranda denunció penalmente al fiscal Osinaga por el supuesto delito de omisión, abuso de autoridad y violación de los deberes de funcionario público al no imputar a las personas individualizadas.
El 15 de enero de 2016, Morales quitó a la organización su personería jurídica y cerró sus cuentas bancarias con el argumento de que «cambiaron su objeto social».
En 2016 una investigación periodística reveló que el secretario general de la gobernación y hermano del gobernador Gerardo Morales, Freddy Morales, junto a once legisladores compraron 150 hectáreas de Alto Comedero al Banco de Jujuy por 720 mil pesos y apenas meses después, cuando Morales accedió a la gobernación se las revendieron a la provincia por 30 millones de pesos para un programa de vivienda que dirige el otro hermano de Morales, Walter, esta maniobra le permitió al gobernador y sus hermanos una ganancia superior al 4000 por ciento en nueve meses. Mediante el decreto 1234-ISPTYvV/2016, de Gerardo Morales se aprobó la mensura y el anteproyecto de loteo del último de esos terrenos, el mismo que compraron y vendieron los legisladores, a solicitud del apoderado Miguel Giubergia, actual secretario del Comité Nacional de la UCR, director del Ente Nacional de Comunicaciones y uno de los testigos ofrecidos por Gerardo Morales en el juicio contra Milagro Sala. Según la investigación el emprendimiento de Freddy Morales y ostenta las características de la especulación inmobiliaria tradicional, donde la tierra pública es adquirida por dirigentes políticos a precios irrisorios y luego revendida al propio Estado a precios astronómicos o loteada para construir viviendas de alto nivel, en tanto otro hermano del gobernador Gerardo Morales, Walter Morales, fue puesto al frente del Instituto de Vivienda y Urbanismo provincial. Según diferentes medios el manejo de esos terrenos fueron una de las causas que motivaron la detención de Salas.

## Detención
El sábado 16 de enero de 2016, personal sin identificación de la policía provincial allanó la casa de Milagro Sala, quien fue detenida, sin la presencia de ningún funcionario judicial, aunque sí de funcionarios del Gobierno provincial, según relató su marido. Milagro Sala comenzó una huelga de hambre.
Los abogados de Sala solicitaron al juez Mercau un recurso de habeas corpus, que fue rechazado en primera instancia por el magistrado y en segunda instancia por la Cámara Federal de Salta. Posteriormente se presentaría un nuevo pedido de habeas corpus, que fue rechazado por un juzgado en primera instancia y que llegó a la Corte Suprema de Justicia de la Nación, pero ésta lo remitió a la Sala I de la Cámara del Crimen de la Ciudad de Buenos Aires, que a su vez —en enero de 2017— se declaró "incompetente" para entender en la causa que le había girado la Corte.
Gastón Mercau, el juez a cargo de la causa, afirmó que no existían otras denuncias contra Sala. En la noche del miércoles 20 de enero de 2016, a pesar de estar imputada por delitos excarcelables, el mismo juez decidió su traslado a una cárcel de mujeres.
El 29 de enero de 2016, el juez firmó la excarcelación por la causa por la que había sido detenida, pero determinó que seguiría detenida por las acusaciones posteriores a su detención.

## Acusaciones

### Acusación por tumulto e instigación a cometer delitos
El 15 de diciembre de 2015, el Fiscal del Estado denunció penalmente a Sala por «instigación a cometer delitos», «tumultos» y «sedición». En el marco de esta causa el juez de Control provincial Raúl Gutiérrez ordenó su detención.
Luego, el fiscal de la causa expresó que Sala estará detenida «mientras se mantenga la comisión del hecho delictivo, es decir, el acampe». El 2 de febrero se levantó el acampe de protesta que supuestamente había dado origen a la detención de Milagro Sala, acción que se interpretaba «como un gesto tendiente a establecer un canal de diálogo con el Ejecutivo», sin que se produjeran cambios significativos en la situación.

### Acusaciones posteriores a su detención
Posteriormente, la diputada provincial Mabel Belconte, exmiembro de la Túpac Amaru, denunció que allegados a Milagro Sala retiraban dinero del Banco Nación y lo llevaban a la vivienda de Sala; desde allí, era transportado por avión hasta un departamento de la ciudad de Buenos Aires, desde donde, tras una reunión con el diputado Andrés Larroque, sería trasladado hasta la Quinta de Olivos, donde la habría recibido Máximo Kirchner.
Según el secretario de la diputada, la acusación de Belconte habría sido producto de amenazas por parte del gobernador Morales.
Días antes de hacer la denuncia, la diputada había cambiado de abogado defensor, nombrando para el cargo a Guillermo Puertas. Según la letrada de Sala, Puertas la habría forzado a modificar su declaración indagatoria para acusar a Sala. El 6 de mayo de 2016, Belconte intentó suicidarse ingiriendo tranquilizantes.

## Cuestionamientos contra la provincia de Jujuy
El 27 de enero de 2016, el diario Buenos Aires Herald publicó un resumen de los hechos sucedidos hasta ese momento, señalando la obediencia de los miembros del Poder Judicial provincial a las instrucciones del gobernador Morales, el aval y el respaldo del presidente Macri a «su aliado de Jujuy» y afirmando que se incrementa el número de personas e instituciones nacionales e internacionales que «ven en la detención de Sala un grave hecho que vulnera la democracia».
El 28 de febrero de 2016, el diario Página/12 realizó una lista de las ilegalidades que se encuentran en el expediente contra Milagro Sala. Entre otras irregularidades, señaló que:
1. Según el Código Procesal Penal, dado que Milagro Sala es legisladora del Parlasur, la investigación preparatoria debería haber estado en manos del juez, pero hasta la fecha de su segunda detención estuvo a cargo del fiscal.
2. Aunque la denuncia original presentada por el gobernador Morales era por «instigación a cometer delitos y sedición», la policía se dedicó a identificar individualmente a los acampantes y las cooperativas a las que pertenecían.
3. El gobernador Morales se reunió con dirigentes de algunas cooperativas y les anunció que a las organizaciones que participaran del acampe se les suspendería la personería y se les impondría una multa de 100 000 pesos. Al día siguiente, cinco de estos dirigentes se presentaron ante la fiscal Liliana Fernández de Montiel y denunciaron bajo juramento haber cobrado dinero por obras que no hicieron.
4. La fiscal afirmó haber tomado tres declaraciones y asistido a nueve denunciantes en menos de cuatro horas, en el mismo momento en que también estaba escribiendo el pedido de detención de la dirigente: una cantidad excesiva de trabajo para haberse hecho en tan poco tiempo.
5. El pedido de detención fue presentado un viernes poco antes de las diez de la noche, y aceptado antes del amanecer del día siguiente, sábado. El horario de presentación ―que excedía al que corresponde a los asuntos de feria, que debía ser de lunes a viernes, de 8:30 a 12:30― no tuvo justificación, ya que la denuncia llevaba un mes, y los hechos denunciados habrían ocurrido entre los años 2012 y 2015. De acuerdo al Código Procesal Penal, ni siquiera se debería haber habilitado la feria judicial de enero para hechos que no eran recientes.
6. La razón del apuro de la fiscal era que ese mismo día, a la medianoche, terminaba el turno de feria de Fernández de Montiel; que, por otro lado, siguió actuando sin competencia alguna, ya que fuera del turno de feria es fiscal de Menores.
7. No se explicó por qué se designó como juez a cargo de la causa a Gastón Mercau, yerno de Fernández de Montiel. Ni tampoco por qué el juez siguió a cargo una vez vencida la licencia del juez original.
8. El hermano del gobernador y el fiscal del Estado presentaron nuevas denuncias contra Milagro Sala específicamente ante la fiscal Fernández de Montiel, a pesar de que su turno ya había terminado el 15 de enero. La denuncia fue hecha fuera de horario, pese a que los hechos denunciados eran de un año antes.
9. La denuncia más difundida fue que, de acuerdo a un convenio con el Gobierno de Cristina Kirchner, varias cooperativas ―entre ellas la Túpac Amaru― cobraron un anticipo por obras que a enero de 2016 no se habían iniciado. En el ínterin, Morales le había retirado la personería jurídica a la Túpac Amaru, de modo que nunca pudieron iniciarlas. Con base en esas denuncias y a la autoincriminación de los dirigentes de otras cooperativas, el juez Mercau ordenó la prisión preventiva de Milagro Sala el mismo día en que había ordenado su libertad, sin que esta se hubiera hecho efectiva.
10. El juez Mercau debería haber sido reemplazado en este expediente el 1 de febrero «sin excepción de ninguna naturaleza», pero continuó a cargo de la causa.

Los fiscales de las causas justificaron la detención en supuestos indicios de que entorpecería el desarrollo de la causa.
El jefe de los fiscales de la provincia de Jujuy, Mariano Miranda, ex apoderado de la Unión Cívica Radical de la provincia, afirmó que durante el allanamiento de varios inmuebles relacionados con la organización Túpac Amaru se secuestraron valijas en las que «había olor a dinero». Miranda, fiscal de la causa justificó la detención en supuestos indicios de que entorpecería su desarrollo.
Días después Mariano Miranda, reconoció estar afiliado a la Unión Cívica Radical y ser apoderado a nivel nacional de Cambiemos.
En octubre de 2016, el Grupo de Trabajo sobre Detención Arbitraria de la ONU marcó que:

«a la señora Sala se le obstaculizó el derecho a la defensa jurídica por diferentes medios, como por ejemplo la notificación deficiente de los delitos por los que se le acusaba, la falta de precisión y de claridad de los hechos que se le imputaron».

«Resulta sorprendente para este Grupo de Trabajo que diversas personas en 2016 han presentado denuncias penales por hechos que el Estado Argentino supuestamente tenía conocimiento desde 2010. Pero resulta aún más asombroso que una Auditoria haya arrojado resultados hace 6 años y que sus efectos legales y procesales surtan efectos justo en el contexto en el que la señora Milagro Sala participa en una protesta social pacífica y días después de que un juez estuviera por determinar su excarcelación.»

«pareciera que las acciones legales y procesales se aceleraron a partir de la protesta social iniciada en el mes de diciembre del año mencionado. Además se pudo observar que jueces y fiscales asignados para el conocimiento de las acusaciones, fueron seleccionados e iniciaron funciones para delitos que no se ajustan a los criterios de urgencia o que pudieron haber esperado a que concluyera la feria judicial.»

## Consideraciones y reclamos

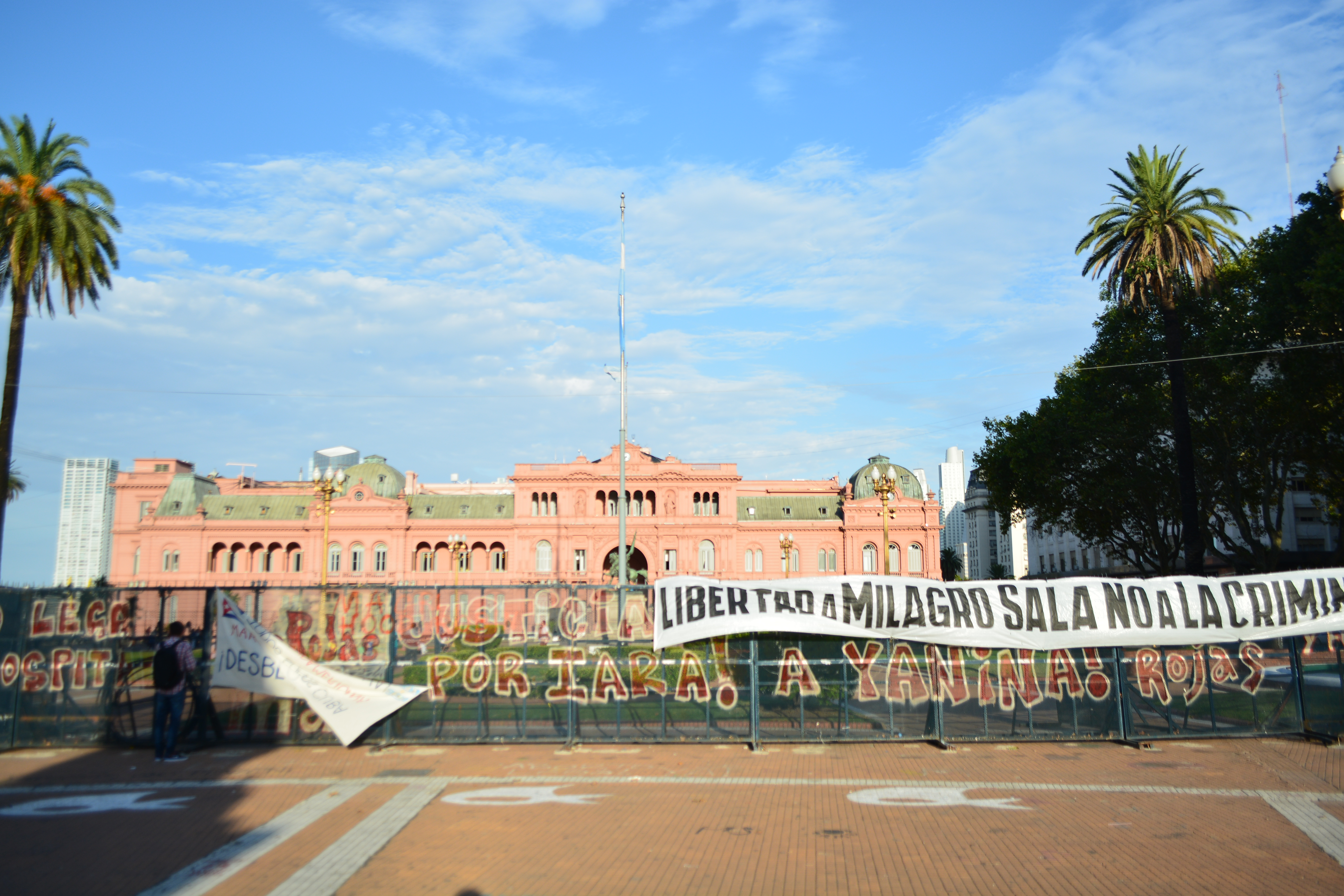
Protestas frente a la Casa Rosada por la liberación de Milagro Sala

Por considerar que se trataba de una detención arbitraria, el 17 de enero de 2016, Jorge Taiana (presidente del Parlasur) solicitó a la canciller Susana Malcorra que «en forma urgente le haga llegar información sobre la detención de la parlamentaria».
En la ciudad de Buenos Aires distintas agrupaciones políticas, dirigentes sindicales, referentes de Derechos Humanos, y vecinos se acercaron a la sede provincial en rechazo de la detención de la dirigente y parlamentaria del Parlasur,
y un grupo de diputados nacionales viajó a Jujuy con el objetivo de analizar la situación luego de la detención de Milagro Sala.
El exjuez de la Corte Suprema y miembro de la Corte Interamericana de Derechos Humanos, Raúl Zaffaroni, calificó la detención como una «provocación de la dirigencia de Cambiemos».
Jorge Capitanich (exgobernador de la provincia del Chaco y ex jefe de Gabinete de la Nación) y Agustín Rossi (exdiputado nacional y exministro de Defensa de la Nación), calificaron a Sala de «presa política».
El Centro de Estudios Legales y Sociales (CELS) calificó el arresto como un «gravísimo precedente de criminalización de la protesta».
En tanto, la CTA nacional publicó un comunicado para exigir la «inmediata liberación» de Sala, cuya detención calificaron como un «hecho gravísimo de violación al derecho de manifestarse públicamente» y un «claro acto de revanchismo» por parte del gobernador de Jujuy, Gerardo Morales.
El 25 de febrero de 2016, el fiscal general de la Procuraduría de Violencia Institucional resolvió que efectivamente Milagro Sala está privada ilegalmente de su libertad y además «se impone la urgente e inmediata resolución que ordene su libertad».
El mismo día en que se ordenó la excarcelación y la nueva detención, el exjuez de la Corte Suprema, Raúl Zaffaroni, describió el hecho como «un escándalo institucional sin precedentes en los treinta y dos años de vida constitucional».
También en agosto, un grupo de académicos e investigadores de universidades públicas argentinas emitieron un comunicado reclamando «la inmediata liberación de la parlamentaria Milagro Sala y otros presos políticos alojados en la cárcel de Alto Comedero». Firmaron el comunicado, entre muchos otros académicos, los rectores de las universidades nacionales de la Patagonia San Juan Bosco, de Lanús, Arturo Jauretche, de La Rioja, de José C. Paz, de General Sarmiento, del Comahue, de Moreno, de la Patagonia Austral, de Misiones, de Avellaneda, de Entre Ríos, de Tierra del Fuego, de Villa María, de Quilmes, de Río Cuarto y de las Artes.
El gobernador de la provincia de San Luis, Alberto Rodríguez Saá, anunció que pasaría la Navidad junto a la dirigente, y el 24 de diciembre cenó con Sala y las demás presas del pabellón en que ésta está alojada y sus familiares, y reiteró que "se trata de una presa política".

### Comité por la Libertad de Milagro Sala
El 8 de marzo de 2016, una delegación de mujeres referentes políticas viajó a Jujuy para visitar a Milagro Sala en el Penal de Alto Comedero, en ocasión del Día Internacional de la Mujer. Allí nació la idea de convocar un Comité amplio y multisectorial, que pudiera articular y fortalecer las iniciativas por su libertad. Para ese entonces, ya se habían realizado numerosas actividades de protesta: declaraciones de apoyo y presentaciones ante organismos de derechos humanos, un acampe en Plaza de Mayo, marchas y cortes de ruta en todo el país, entre otras acciones que tuvieron impacto en los medios, —incluso internacionales—, pero que no fueron suficientes para incidir en la situación en la que aún se encuentra Sala.
El Comité se lanzó formalmente el 14 de mayo de 2016 en la Cámara de Diputados de la Nación, con una amplia convocatoria. Estuvieron presentes legisladores provinciales, nacionales y del Parlasur, referentes sociales y políticos, representantes de distintos sindicatos, organizaciones de derechos humanos, periodistas, abogados y miembros de distintas universidades, que coincidieron en la necesidad de buscar estrategias para incidir sobre los gobiernos nacional y provincial; y de realizar denuncias ante organismos internacionales.
El comité está conformado por diversos referentes y organizaciones sociales, políticas, sindicales, universitarias, religiosas y de derechos humanos, tanto de Argentina como de otras partes del mundo. Estela de Carlotto, Eugenio Zaffaroni, Baltazar Garzón y Piedad Córdoba conforman su Presidencia Honoraria. El mismo se propone hacer campañas de difusión de las verdaderas motivaciones de la detención de Milagro y la situación de persecución política que viven los movimientos sociales en la provincia de Jujuy, denunciando la responsabilidad del gobernador Morales y del presidente Macri en foros nacionales e internacionales, y llevar adelante acciones callejeras como pintadas, murales y volanteadas.
Posteriormente, se formaron filiales del Comité en varias ubicaciones del interior de Argentina, como las provincias de Buenos Aires, Córdoba, Chaco, Misiones, Río Negro, Santa Fe, Entre Ríos, Salta, la ciudad de Paraná, y los municipios de Morón, Ituzaingó y Tigre. El «Comité Regional por la libertad de Milagro Sala», formado en septiembre de 2016, agrupa representantes de San Nicolás, Pergamino, Ramallo, San Pedro, Lincoln, Los Toldos y Junín.
A fines de junio de 2016 se formó la filial italiana del comité, (Comitato per la liberazione di Milagro Sala), una de cuyas primeras acciones fue el de una carta al presidente Sergio Mattarella, quien días después viajaría a Argentina. En ella se expresaba, entre otros conceptos, que «la detención de Milagro Sala es totalmente arbitraria y una clara violación de los derechos constitucionales».
En septiembre el Consejo Directivo de la Facultad de Humanidades, Artes y Ciencias Sociales de la Universidad Autónoma de Entre Ríos resolvió su adhesión al Comité por la Libertad de Milagro Sala Entre Ríos.

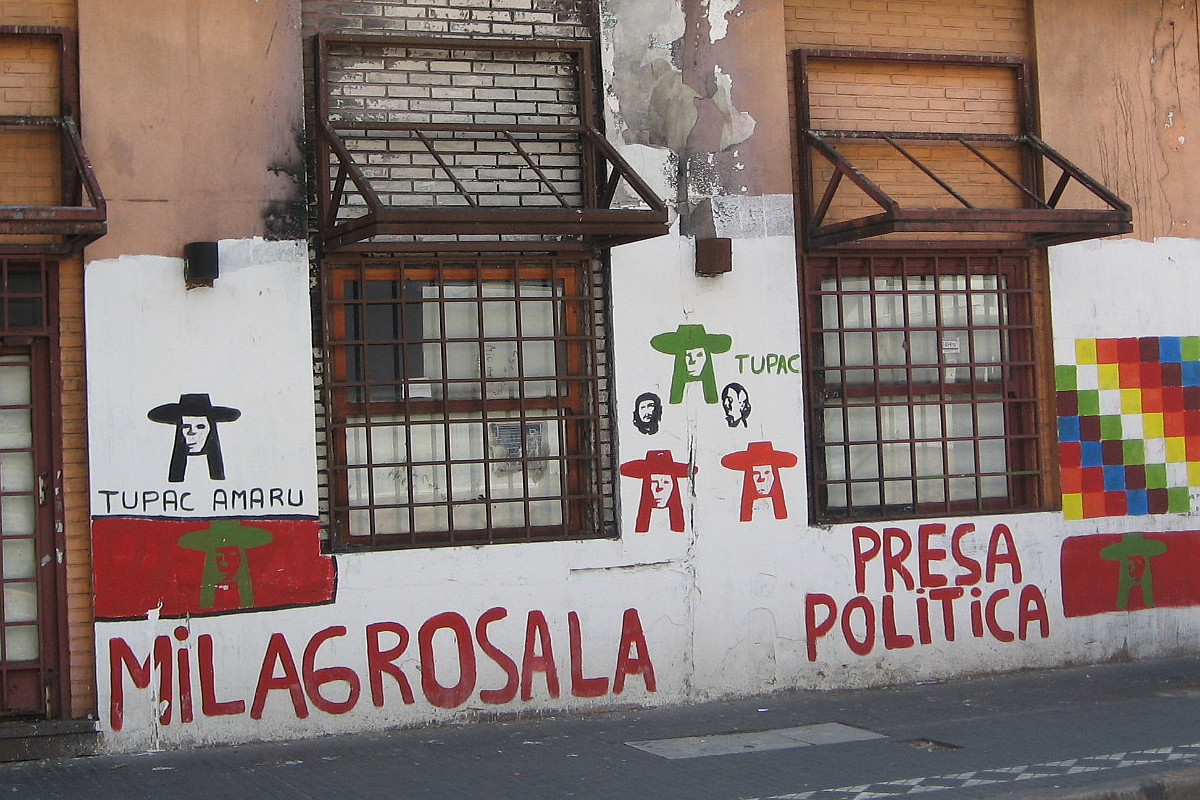
Grafiti pintado en un muro en la ciudad de Buenos Aires.

Desde su lanzamiento, las acciones del Comité apuntaron a visibilizar la situación de Milagro Sala como presa política y a presionar por su derecho a la libertad. La primera acción se concretó pocos días después de su creación y consistió en una reunión con el Alto Comisionado de Naciones Unidas Gerardo Incalcaterra, con el objeto poner en su conocimiento el tema. También se enfocaron en visibilizar la obra social de la Tupac Amaru y la permanente extorsión que viven sus miembros en Jujuy.
En función de esos objetivos, se busca conformar comités provinciales, regionales, locales e internacionales por la libertad de Milagro Sala, hacer campañas de difusión, informando a la población en general y a grupos e instituciones específicas, las verdaderas motivaciones de la detención de Milagro y la situación de persecución política que se viven los movimientos sociales en la provincia de Jujuy, denunciar la responsabilidad del gobernador jujeño, Gerardo Morales, y del presidente argentino, Mauricio Macri, en foros nacionales e internacionales, llevar adelante acciones callejeras de sensibilización: pintadas, murales, volanteadas, radios abiertas y toda otra acción que se considere en el marco de los objetivos del Comité, lograr declaraciones y repudios parlamentarias en legislaturas provinciales y municipales, y realizar acciones culturales y de difusión permanente en las redes.
En función de estos objetivos se llevaron a cabo acciones concretas. Una de ellas fue la entrega de un documento al Secretario de Naciones Unidas Ban Ki-moon en el que se denuncia que el presidente Mauricio Macri y el gobernador Gerardo Morales, no garantizan los derechos humanos en la Argentina y la provincia de Jujuy.

Durante una pintada de un mural fueron detenidas nueve personas que participaban de esa actividad de protesta, incluidos un menor y un mayor de 70 años de edad, en la ciudad de Villa Carlos Paz, en la provincia de Córdoba.
Entre las acciones tendientes a la difusión del tema en ámbitos legislativos resultó de interés la presentación del Comité en una reunión del Concejo Deliberante de Mar del Plata. En esta oportunidad se dio lectura a un extenso documento y se solicitó la colaboración en las acciones de difusión.
Las acciones de sensibilización se realizan en algunos casos mediante la participación de artistas de diversas disciplinas. En junio de 2016 un grupo de músicos se reunieron en una presentación conjunta en la ciudad de La Plata, y en agosto otro grupo desarrolló una actividad artística bajo la consigna «Todos somos Milagro Sala». A principios de septiembre de 2016, se realizó en Barcelona la presentación del documental «Tupac Amaru, algo está cambiando».
Hacia fines de agosto de 2016, la Facultad de Filosofía y Letras de la Universidad de Buenos Aires inició las acciones tendientes a la creación de un comité alineado con los mismos objetivos, dentro del ámbito de la casa de altos estudios.
En septiembre de 2016 el Comité se reunió con el ministro de Justicia, Germán Garavano, para reclamar por la situación de Sala y de los demás presos y presas de la Tupac Amaru. El ministro se comprometió a convocar a una mesa de trabajo conjunta con la agrupación y a «volver a conversar sobre el tema con el gobernador de Jujuy, Gerardo Morales».
En octubre de 2016, continuando con las acciones de visibilización, el Comité inauguró un mural en la ciudad de Luján, realizado por artistas plásticos locales.
En noviembre de 2016 el Comité, junto a organizaciones sociales y sindicales, realizaron una acampe en Plaza de Mayo para reclamar que Mauricio Macri cumpliese con la resolución emitida por el Grupo de Trabajo sobre Detención Arbitraria de las Naciones Unidas. En forma paralela, tres hombres sin identificar ingresaron a la sede de la organización Túpac Amaru con armas automáticas donde atacaron a tres personas y hasta gatillaron en la pierna de una de ellas sin que saliera el disparo. Las personas armadas afirmaron que «la policía les había liberado la zona» y «que se dejen de joder con la Milagro».
Durante los meses de noviembre y diciembre de 2016, miembros del Comité recorrieron embajadas de distintos países en Buenos Aires para recoger muestras de solidaridad, en una campaña denominada Una Navidad sin presos políticos.

### Expresiones a nivel internacional
El 19 de enero de 2016, Amnistía Internacional afirmó que la detención era «un claro intento de criminalizar las prácticas relacionadas con el ejercicio del derecho a la protesta y a la libertad de expresión», exigió su inmediata liberación.
Amnistía Internacional lanzó una «acción urgente» llamando a activistas a escribirle al gobernador Morales, al fiscal del Estado Mariano Miranda y a la fiscal Liliana Fernández de Montiel.
La Organización de los Estados Americanos (OEA) manifestó preocupación e interés por el arresto de Sala a través de su secretario general, Luis Almagro, que remarcó que Milagro Sala es a la vez integrante del Parlasur.
En el mismo sentido, representantes de España, Reino Unido, Bélgica, Chipre, Finlandia, Alemania, Eslovenia, Suecia, Irlanda, Portugal y Grecia en el Parlamento Europeo sostienen que la decisión judicial «implica una clara violación de derechos humanos en Argentina».
Veintisiete eurodiputados de once países enviaron una carta al presidente Mauricio Macri y al gobernador Morales, para expresar su «rechazo y preocupación» por la detención de Milagro Sala, a la que consideraron «una clara violación de derechos humanos en Argentina», solicitando «abrir el diálogo social para que se acabe la persecución a dirigentes y activistas».
El 14 de marzo se realizó en Berlín, Alemania una movilización exigiendo su libertad, en las inmediaciones de la puerta de Brandeburgo. Días después, en Roma (Italia), con motivo de la visita del presidente Macri, manifestantes protestaron frente al hotel donde se alojaba pidiendo, la liberación de la activista social.
A mediados de marzo de 2016 se expresaron contra su detención, a la que consideran ilegal, varias personalidades latinoamericanas, entre ellas la senadora colombiana Piedad Córdoba, y al menos cinco diputados y los presidentes de la Central Unitaria de Trabajadores, del Colegio de Profesores, de la Agrupación de Familiares de Ejecutados Políticos y del Colegio de Periodistas y de la Agrupación Familiares de Detenidos Desaparecidos de Chile.
En agosto las autoridades penitenciarias impusieron una sanción de incomunicación y aislamiento sobre Milagro Sala, quien inició una huelga de hambre en protesta por esta sanción.
Un grupo de 68 sacerdotes iniciaron una medida similar solidarizándose con su situación. Pocos días después la sanción fue levantada y se suspendió la huelga de hambre que los sacerdotes llevaban a cabo.
En una comunicación titulada «Un llamado por la liberación de Milagro Sala», publicada en el mes de abril por el diario británico The Guardian, un número significativo de académicos de treinta y seis prestigiosas universidades europeas y norteamericanas expresaron su preocupación por la detención arbitraria de Milagro Sala, demandaron su liberación y afirmaron que su arresto se debió a motivos políticos, pidiendo también al Gobierno argentino no criminalizar la protesta social y garantizar la constitucionalidad y transparencia del proceso legal.
El 7 de noviembre de 2016, la Asociación Pensamiento Penal emitió un comunicado en relación con el documento del Grupo de Trabajo sobre Detención Arbitraria del Consejo de Derechos Humanos de las Naciones Unidas, hecho público a fines de octubre. En el comunicado, la Asociación «manifiesta su profunda preocupación frente a la situación que atraviesa la señora Milagro Sala» y señala que dicho Grupo de Trabajo «es uno de los órganos con los que cuenta la comunidad internacional para garantizar la aplicación y el cumplimiento del Pacto Internacional de Derechos Civiles y Políticos, que es parte de nuestra Constitución nacional desde 1994».
En noviembre de 2016, la Organización de los Estados Americanos publicó una carta de su secretario general, Luis Almagro, donde expresó «la necesidad de su inmediata liberación».
En el mismo sentido se expresaron el director de la organización Human Rights Watch, el Comité contra la Discriminación Racial de la ONU (CERD), el Consejo Mundial de Iglesias, la organización Robert F. Kennedy Human Right, y el primer ministro de Canadá.
En los primeros días de julio de 2017 se lanzó una campaña internacional en apoyo a la liberación de Milagro Sala, incluyendo una carta abierta al presidente Macri, que fue firmada por más de treinta mil personas en todo el mundo.

#### Repercusión en eventos deportivos
En noviembre de 2016 fue anunciado que un partido entre la selección de rugby de Inglaterra y Los Pumas previsto para ser jugado en Jujuy en junio de 2017 se cambió de sede y se jugará en San Juan. De acuerdo a declaraciones que Carlos Vaca Aguiar, coordinador interministerial de la provincia de Jujuy, dio al sitio de noticias local 
Todo Jujuy, en el cambio de sede "influyó el tema de los problemas por Milagro Sala y la opinión de la ONU". Esta información fue luego reproducida por medios de Buenos Aires y sitios especializados en rugby.

## Causas contra el Gobierno argentino

### Comité de Derechos Humanos de Naciones Unidas
A comienzos de 2016, el CELS (Centro de Estudios Legales y Sociales), Amnistía Internacional y ANDHES (Abogados y Abogadas del Noroeste Argentino en Derechos Humanos y Estudios Sociales) denunciaron al Gobierno de Mauricio Macri ante el Comité de Derechos Humanos de las Naciones Unidas por violación de los derechos humanos en el caso de Milagro Sala.
El 2 de marzo de 2016, el Grupo de Trabajo sobre Detención Arbitraria del Consejo de Derechos Humanos de las Naciones Unidas realizó un «llamamiento urgente» a la Argentina, en el que invita al Gobierno del presidente Mauricio Macri a tomar posición sobre el caso: liberar a la detenida o justificar su oposición por escrito.
El 28 de octubre, el Grupo de Trabajo sobre Detención Arbitraria de la ONU reclamó la liberación inmediata de Milagro Sala, dado que «se está vulnerando la independencia judicial,» que «no existen elementos legales para justificar su prisión preventiva» y que «no se demostró que existen en este caso riesgo de fuga o de entorpecimiento de la investigación que justifiquen su privación de libertad.» Lo hizo al atender un petitorio firmado por Amnistía Internacional, el CELS (Centro de Estudios Legales y Sociales), y los ANDHES (Abogados y Abogadas del Noroeste Argentino en Derechos Humanos y Estudios Sociales).
Según el organismo, «el Estado impidió el ejercicio del derecho de defensa de Sala por la falta de precisión y claridad de los hechos que se le imputan y por no informarle adecuadamente los delitos por los que es acusada»; consideró también que los hechos que causaron su detención inicial formaban parte del «ejercicio de sus derechos humanos,» además de que «por su condición de parlamentaria del Mercosur contaba con fueros que impedían su detención.» El texto señalaba que no solamente su detención había sido realizada por ejercer su libertad de expresión, sino que luego hubo un «entramado de acusaciones consecutivas e inicio de causas judiciales para sostener su privación de libertad de manera indefinida en el tiempo.» Por lo cual solicitó que sea inmediatamente liberada, que se investigue la violación de sus derechos y que el Estado informe cómo va a asegurar que estos hechos no vuelvan a repetirse, además de exigir una compensación monetaria a Sala por los días que lleva en prisión.

### Comisión Interamericana de Derechos Humanos
En enero, la ANDHES (Asociación de Abogados y Abogadas del Noroeste Argentino en Derechos Humanos y Estudios Sociales), el CELS y Amnistía Internacional presentaron el caso ante la Comisión Interamericana de Derechos Humanos (CIDH) de la Organización de Estados Americanos, solicitando medidas cautelares en protección de Milagro Sala.
En agosto de 2016 y en el marco de las medidas cautelares solicitadas, las mismas organizaciones realizaron una nueva presentación motivada por el endurecimiento de las condiciones de la detención de Milagro Sala, a raíz de una sanción consistente en el aislamiento y la restricción de visitas.
La sanción fue levantada dos días después.
En los primeros días de noviembre de 2016, el embajador de Derechos Humanos de la Cancillería y el secretario de Derechos Humanos de la provincia de Buenos Aires viajaron a Washington para reunirse con miembros de la CIDH, con el objeto de evitar que la Comisión se pronuncie a favor de las solicitudes presentadas en enero y agosto. En este caso, la CIDH adoptaría la misma línea que el Grupo de Trabajo sobre Detención Arbitraria, consolidando la solicitud de la inmediata liberación de Milagro Sala.
La reunión de la CIDH está planeada para la primera semana de diciembre de 2016.
El 2 de diciembre, la Comisión Interamericana de Derechos Humanos emitió un comunicado a través del cual urge al Estado argentino, «en particular a la provincia de Jujuy, a tomar acciones urgentes para responder las recomendaciones emitidas por el Grupo de Trabajo», que califica la detención preventiva de Sala como arbitraria llamando a su liberación inmediata. La comunicación agregó que «la presunción de inocencia es la base para la regla general de que toda persona sometida a proceso penal debe ser juzgada en libertad y que la prisión preventiva es excepcional, solo puede extenderse por un período razonable y no puede ser usada como una medida punitiva.»
Tras una visita de una delegación del organismo a la Argentina, que incluyó entrevistas con el gobernador Morales y con Sala en la cárcel de Alto Comedero, el día 28 de julio, la Comisión Interamericana de Derechos Humanos emitió una medida cautelar en favor de Milagro Sala. En ella destacó haber tenido en cuenta todos los procesos abiertos y acusaciones contra la detenida, consideró que la señora Sala "estaría sometida a un régimen de vigilancia extremo y permanente" que le causaría una "profunda afectación psicológica". Con base en estas y otras consideraciones, la Comisión solicitó al Estado argentino que "adopte las medidas necesarias para garantizar la vida e integridad de la señora Milagro Sala", y que se adopten "medidas alternativas a la detención preventiva, como el arresto domiciliario, o bien que la señora Milagro Sala pueda afrontar en libertad con medidas como la fiscalización electrónica". También otorgó al Estado argentino 15 días de plazo para informar de las medidas cautelares adoptadas.

### Corte Interamericana de Derechos Humanos
El 23 de noviembre de 2017 la Corte Interamericana de Derechos Humanos requirió al Estado Argentino que sustituya la prisión preventiva de Sala por «la medida alternativa de arresto domiciliario que deberá llevarse a cabo en su residencia o lugar donde habitualmente vive o por cualquier otra medida alternativa a la prisión preventiva que sea menos restrictiva de sus derechos que el arresto domiciliario».
Meses más tarde la Comisión Interamericana de Derechos Humanos concluyó que la señora Milagro Sala se encuentra en una situación de gravedad y urgencia toda vez que sus derechos a la vida e integridad personal enfrentan un riesgo de daño irreparable. Tomó en cuenta que existen una serie de particularidades que rodean la privación de la libertad de la señora Milagro Sala e identificó múltiples factores de riesgo que incluyen presuntos hostigamientos, una amenaza de muerte y agresiones en su contra. Asimismo, la Comisión verificó la continuidad de la privación de la libertad de la señora Sala, a pesar del pronunciamiento del Grupo de Trabajo de Naciones Unidas sobre Detención Arbitraria que en su opinión 31/2016, publicada en octubre de 2016, calificó tal detención como arbitraria y violatoria de los estándares del Pacto Internacional de los Derechos Civiles y Políticos, llamando a su liberación inmediata.

## Condenas
En diciembre de 2016, luego de que la Corte Suprema de Justicia rechazara los recursos presentados por la defensa, Sala fue condenada a tres años de prisión en suspenso en el marco del juicio por el escrache contra Morales. en tanto Javier De Luca, fiscal ante la Cámara de Casación, opinó que el fallo que condenó a la jefa de la Tupác Amaru fue arbitrario y pidió que la absuelvanEl representante del Ministerio Público cuestionó la verosimilitud y credibilidad de los testigos que declararon que Milagro Sala había instigado a cometer los daños en el Consejo Profesional de Ciencias Económicas en donde Morales iba a participar de una conferencia. Asimismo, De Luca afirmó que no hay pruebas para atribuir los daños a López y Salvatierra, y agregó que se los ha responsabilizado por el solo hecho de encontrarse en el lugar. Destacó también que Milagro Sala ni siquiera había estado en donde ocurrieron los hechos por lo que la supuesta instigación no debía haberse dado por sentada sino que debió haberse demostrado judicialmente. en tanto la Procuradora General de la Nación indicó que la detención de la dirigente jujeña "lesiona la inmunidad de arresto" prevista para los parlamentarios del Mercosur en una ley nacional. En otro dictamen, la procuradora indicó que el Superior Tribunal de Jujuy no fundó los riegos procesales.
En diciembre de 2016 fue condenada a tres años de prisión en suspenso, por considerársela «instigadora» de daños agravados en ocasión del escrache contra el gobernador Gerardo Morales.
En junio de 2017 la Cámara Federal de Casación Penal confirmó la condena. La Sala IV ratificó la sentencia de tres años de prisión de ejecución en suspenso por el delito de daño agravado y revocó el sobreseimiento por el delito de amenaza.
En julio de 2017, la Comisión Interamericana de Derechos Humanos (CIDH) otorgó una medida cautelar sobre este caso y solicitó al Gobierno de Mauricio Macri cumplir la opinión del Grupo de Trabajo sobre Detención Arbitraria, que «adopte las medidas necesarias para garantizar la vida e integridad personal» de Milagro Sala y que se «adopten medidas alternativas a la detención preventiva». El fallo de la CIDH le otorgó al Estado Argentino quince días para realizar la resolución. 
Luego de 30 días, la justicia de la provincia de Jujuy le otorgó el beneficio de la prisión domiciliaria, estableciendo para su cumplimiento un inmueble que no se encontraba en condiciones de ser habitado, (sin agua corriente, luz, sanitarios, ni cerramientos) pero que fue reacondicionado por un grupo de voluntarios.
El 5 de diciembre de 2017, la Corte Suprema de Justicia de la Nación Argentina reafirmó el fallo del Supremo Tribunal de Justicia de Jujuy, convalidando la prisión preventiva de Milagro Sala por existir riesgo de obstaculización del proceso en el que se le imputó la comisión de los delitos de asociación ilícita en carácter de jefa, fraude a la administración pública y extorsión.
En enero de 2019, la Corte Suprema de la Nación ratificó la condena y la dejó firme.
En enero de 2019 Sala fue condenada, en primera instancia, a 13 años de prisión, el Tribunal en lo Criminal N°3 de Jujuy, por fraude a la administración pública y extorsión en concurso real por el desvío de fondos de $60.000.000 del estado destinados a la construcción de viviendas sociales.

## Detención domiciliaria y nuevo ingreso en la cárcel
Tras la resolución de la CIDH del 28 de julio, el gobierno nacional informó a las autoridades de la provincia de Jujuy, y el gobernador Morales consideró en un decreto que la cautelar era de cumplimiento obligatorio. El juez Mercau otorgó la prisión domiciliaria a Milagro Sala, no en su domicilio familiar en el Barrio Cuyaya de San Salvador de Jujuy, sino en una vivienda a nombre de la misma —edificada para funcionar como un centro de rehabilitación de adicciones que nunca pudo funcionar— en las cercanías del dique La Ciénaga, en la localidad de El Carmen.
La defensa de Milagro Sala declaró que la detención domiciliaria se debía hacer en el domicilio particular de Sala, y no en cualquier propiedad; también informó que la vivienda de El Carmen había sido completamente saqueada durante el tiempo que Sala había pasado en la cárcel, siéndole robadas las instalaciones eléctricas y sanitarias, incluso los muebles de cocina y baño, y las puertas y ventanas. No obstante, admitió el traslado, dado que Sala "no puede pasar ni un minuto más dentro del penal". El juez Pullen Llermanos admitió también el traslado a El Carmen, a condición de que la familia informara que la casa estaba en condiciones de habitabilidad. El gobernador Morales consideró un privilegio que Sala fuera trasladada fuera de la cárcel, aun cuando hasta la fecha no existía condena de prisión. Por su parte, el secretario general de la CIDH, Francisco Eguiguren, declaró que, en esas condiciones, el traslado no es a una detención domiciliaria, sino el cambio de una prisión a otra prisión.
Durante varios días, decenas de voluntarios acondicionaron la casa de La Ciénaga para que fuera habitable. El día 30 de agosto, finalmente, Milagro Sala fue trasladada a la casa de La Ciénaga, donde el ministro de Seguridad de la Provincia y los jueces dispusieron diversas medidas de detención enteramente ausentes en cualquier otra detención domiciliaria que se haya realizado en la Argentina hasta la fecha, tales como un operativo de vigilancia permanente con fuerzas de la Policía provincial y Gendarmería Nacional, vigilancia permanente con cámaras de seguridad, y un régimen de visitas del mismo tipo que el de la cárcel: tres días semanales para visitas, con no más de veinte visitas diarias y no más de cuatro simultáneas, a quienes se identificará individualmente y se les retendrán los teléfonos celulares. Adicionalmente, se agregaron un doble dispositivo de control electrónico y un alambrado de púas a la pared perimetral de la quinta.
Inmediatamente después del traslado, la defensa de Sala apeló las condiciones de detención domiciliaria. En la madrugada del 14 de octubre, un operativo del Cuerpo Especial de Operaciones Policiales de la policía de Jujuy, acompañado por autos sin patente, irrumpió en la casa donde Sala permanecía detenida y la trasladó a la fuerza a la cárcel de Alto Comedero, descalza y en pijama. El juez ordenó no informar del traslado a la defensa, lo cual asegura la indefensión jurídica de la procesada. El traslado fue ordenado por el juez oficialista Pullén Llermanos, que hizo lugar a un reclamo de un fiscal que consideró que el otorgamiento de la prisión domiciliaria —aun en condiciones excepcionalmente duras— resultaba «un auto contradictorio y violatorio del principio de igualdad de trato de los detenidos que se encuentran en prisión preventiva.» Posteriormente se informó que Pullén Llermanos le retiró a Milagro Sala el beneficio de prisión domiciliaria debido a que el día anterior no había concurrido a realizarse un estudio médico.
La defensa de Milagro Sala señaló que «tras la resolución de la Cámara de Apelaciones que dispuso la revocatoria de la detención domiciliaria, Pullen Llermanos perdió jurisdicción sobre el expediente vinculado a la medida cautelar dispuesta por la CIDH», afirmando por ello que Sala «está secuestrada». También cuestionó la orden de no notificar a la defensa ya que, al no haber personal en el juzgado durante el fin de semana largo, la misma no podrá tomar conocimiento de la fundamentación de la orden judicial hasta el día 17. Sus abogados denunciaron además que se les impidió durante largo rato entrevistarse con Sala, y que cuando lo hicieron observaron que tenía hematomas en los brazos, producto de la violencia ejercida por la policía, hecho que repite denuncias anteriores, respecto de agresiones físicas sobre Milagro Sala y sus compañeras de la Túpac en la cárcel, donde algunas de ellas habrían sido golpeadas y hasta fracturadas.

El 5 de diciembre de 2017, la Corte Suprema de Justicia de la Nación decidió por unanimidad confirmar la prisión preventiva de Milagro Sala -dejando firme el fallo del Superior Tribunal de Justicia de la Provincia de Jujuy- que había sido ordenada por existir riesgo de obstaculización del proceso en el que se le imputó la comisión de los delitos de asociación ilícita en carácter de jefa, fraude a la administración pública y extorsión. Con esta decisión, la Corte Suprema de Justicia descartó el cuestionamiento de la defensa de Sala que sostenía que su detención preventiva era arbitraria. La Corte Suprema concluyó:
[...] que la prisión preventiva fue justificada por la máxima autoridad judicial local en la existencia de un entramado organizacional a disposición de la imputada, presuntamente utilizado para infundir temor por las consecuencias adversas de enfrentar sus intereses y, con base en constancias de la causa, se fundó suficientemente la sospecha razonable de que la acusada obstaculizará el proceso intimidando a los testigos o induciéndolos a falsear su declaración, a la luz de su capacidad para obrar en tal sentido.
En relación con este último fallo, el juez Rosenkrantz -miembro de la Corte Suprema - aclaró que la única cuestión resuelta por la Corte se refiere a la procedencia de la prisión cautelar, no a las condiciones de detención de Sala. Por ello, dispuso la remisión de las actuaciones para que los tribunales locales se pronuncien sobre las causas judiciales que se imputaron a Sala.